# Wolfgang Trautwein (Mediziner)
Wolfgang Trautwein (* 8. Januar 1922 in Konstanz; † 7. April 2011) war ein deutscher Mediziner und Physiologe.

## Leben
Wolfgang Trautwein studierte Medizin an den Universitäten in Berlin, Würzburg und Gießen. Nach Kriegseinsatz und Gefangenschaft in Frankreich beendete er sein Studium an der  Albert-Ludwigs-Universität in Freiburg im Breisgau. 1947 legte er sein Staatsexamen ab und wurde 1948 bei Fritz Hildebrandt mit einer Arbeit über Thymus-Henning zum Dr. med. promoviert.
Er war Assistent von Hans Schaefer am W.G. Kerckhoff-Institut, dem heutigen Max-Planck-Institut für Herz- und Lungenforschung in Bad Nauheim, und an den Physiologischen Instituten der Universitäten Gießen und später Heidelberg. 1954 habilitierte er sich über die Elektrophysiologie der Herzmuskelfaser. 1962 erfolgte die Ernennung zum Direktor des II. Physiologischen Instituts und 1966 die Berufung zum ordentlichen Professor an der Ruprecht-Karls-Universität Heidelberg. 1969/70 war er Dekan der Medizinischen Fakultät.
Er war von 1971 bis 1990 als Nachfolger von Hermann Passow Professor für Physiologie der Universität des Saarlandes in Homburg und Direktor des II. Physiologischen Instituts. Er war Honorarprofessor der Universität Konstanz, seiner Heimatstadt.
Trautwein galt nach Zweiten Weltkrieg als Pionier der Forschung an Herzmuskelzellen, ihrer Funktion und Regulierung. Er erhielt zahlreiche Auszeichnungen und war Ehrenmitglied der Deutschen Gesellschaft für Physiologie, der Japanischen Gesellschaft für Physiologie, der Europäischen Gesellschaft für Kardiologie und der American Cardiac Muscle Society. Er ist Träger des nach dem Leipziger Internisten benannten Paul-Morawitz-Preises der Deutschen Gesellschaft für Kreislaufforschung. Seit 2004 ist er Namensgeber des Wolfgang-Trautwein-Forschungspreises der Deutschen Gesellschaft für Kardiologie.
Unter anderem war er Mitglied der Academia Europaea (1989) und der Deutschen Akademie der Naturforscher Leopoldina.
Er hat über 300 wissenschaftliche Arbeiten veröffentlicht.
Zu seinen Schülern gehörten die Professoren der Physiologie, der Pharmakologie und der Biochemie Adolfo Cavalié, Florian Dreyer, Josef Dudel, Hermann Handwerker, Jürgen Hescheler, Franz Hofmann, Gerrit Isenberg, Wilfrid Jänig, Reinhardt Rüdel, Robert F. Schmidt, Manfred Zimmermann und Frank Zufall.